# Kicmaňský rajón
Kicmaňský rajón (ukrajinsky Кіцманський район) je bývalý rajón v Černovické oblasti na Ukrajině. Hlavním městem byl Kicmaň a rajón měl přibližně 68 tisíc obyvatel. 

## Sídla v rajónu
- Kicmaň
- Lužany
- Nepolokivci